# CyberOne Hightech Award Baden-Württemberg
Der CyberOne Award ist ein seit 1998 durch das Land Baden-Württemberg vergebener Preis für zukunftsweisende Geschäftskonzepte technologieorientierter Start-ups und Unternehmen mit Sitz in Baden-Württemberg. Er wird jährlich vergeben. Seit 2017 findet seine Verleihung im Rahmen des Hightech Summits Baden-Württemberg, einem Technologiekongress der Initiative 4.0 des Ministeriums für Wirtschaft, Arbeit und Wohnungsbau Baden-Württemberg, statt. Das Ministerium führt seit 1998 auch die Aufsicht über den Wettbewerb. 

## Zielsetzung
Um innovative Geschäftsideen zu fördern und zukunftsweisendes Unternehmertum auszuzeichnen, stiftet das Land Baden-Württemberg zusammen mit weiteren Sponsoren und Partnern den CyberOne Award unter der Zielsetzung, dass eine Prämierung
- Katalysator für innovative Geschäftsideen in Baden-Württemberg ist.
- die Teilnehmer dazu anregt, ihre Businesspläne und Geschäftsmodelle zu schärfen und weiterzuentwickeln.
- Investoren und Geschäftspartner auf das Unternehmen aufmerksam werden.
- die Schaffung neuer Arbeitsplätze in Baden-Württemberg fördert.

## Jury
Die Jury wird jedes Jahr neu zusammengestellt. Dabei werden in der Regel führende Vertreter der jeweiligen Partnerunternehmen sowie hochrangige Personen aus Politik und Wissenschaft in die Fachjury berufen. Ziel ist es, in der Jury die Fach- und Branchenkompetenz aller IT- und Hightech-Bereiche abzubilden, um sowohl den Teilnehmern als auch potenziellen Investoren gerecht zu werden. 

## Dotierung
Grundsätzlich dient der CyberOne Award als Netzwerkplattform und soll teilnehmende Unternehmen mit potenziellen Investoren und relevanten Fachexperten bekannt machen. Überdies gibt es Geld- und Sachpreise.

## Voraussetzungen
Um teilzunehmen, muss der vollständige Businessplan des Unternehmens eingereicht werden. Darin sollen sowohl die Entwicklung als auch die wirtschaftliche Machbarkeit der Geschäftsidee schlüssig aufgezeigt werden. Während der Ausschreibungszeit tourt zudem die bwcon Entrepreneurship-Roadshow durch Baden-Württemberg, informiert über den Businessplanwettbewerb und vermittelt in Fachvorträgen und in unternehmerischen Erfahrungsberichten praxisrelevantes Gründerwissen zur Businessplanung.

## Bewertungsverfahren
Die Gewinner des Businessplanwettbewerbs CyberOne werden durch die Fachjurys in zwei Bewertungsrunden ermittelt. Dabei gibt es insgesamt drei Kategorien: 
- Industrielle Technologien
- Life Science & Health Car
- IKT & Medien- und Kreativwirtschaft

### Erste Bewertungsrunde
Jeder Juror erhält jene eingereichten Businesspläne zur Bewertung, die zu seinem Schwerpunkt-Themengebiet passen. Entscheidend ist hier das einseitige Management Summary, in welchem das Geschäftskonzept vollständig, verständlich und überzeugend dargestellt wird. Kann hier überzeugt werden, liest der Juror den gesamten Businessplan und bewertet jedes einzelne Kapitel auf der Basis des selbstentwickelten Venture Development Index. Daraus ergibt sich ein Durchschnittswert, nach welchem je drei Finalisten für eine Kategorien in die 2. Bewerbungsrunde eingeladen werden.

### Zweite Bewertungsrunde
Diese beginnt mit der Einladung zu einem mehrtägigen Intensivkurs der Henri B. Meier Unternehmerschule St. Gallen und endet mit der maximal 15 Minuten langen Pitch-Präsentation vor der 20-köpfigen Gesamtjury in Stuttgart. Jedes Jurymitglied bewertet die Beiträge nach einem festgelegten Ranking System, aus dessen Summe schließlich die Gewinner der drei CyberOne Award Kategorien ermittelt werden. 
Die Preisverleihung findet in der Regel drei Monate nach Bewerbungsschluss statt und wird seit 2017 im Rahmen des Hightech Summits Baden-Württemberg veranstaltet.

## Gewinnerteams des CyberOne Hightech Awards Baden-Württemberg 2018
| Jahr | Kategorie                                            | Gewinner             | Tätigkeitsfeld                        |
| ---- | ---------------------------------------------------- | -------------------- | ------------------------------------- |
| 2018 | Platz 1 Kategorie IKT, Medien- und Kreativwirtschaft | wirsindhandwerk gmbh | Empfehlungsplattform für das Handwerk |
| 2018 | Platz 1 Kategorie Industrielle Technologien          | ADLATUS Robotics     | Vollautomatisierter Reinungsroboter   |
| 2018 | Platz 1 Kategorie Life Science and Health Care       | Opto Biolabs         | Optogenetics research                 |

## Sonstiges
Für das Jahr 2019 haben sich zum ersten Mal über 130 Unternehmen für den Preis beworben.